# Kazimierz Dolny (gmina)
Pour les articles homonymes, voir Kazimierz Dolny (homonymie).
Kazimierz Doln est une gmina mixte ou urbaine-rurale (gmina miejsko-wiejska) du powiat de Puławy, dans la Voïvodie de Lublin, dans l'est de la Pologne.
Son siège administratif (chef-lieu) est la ville de Kazimierz Dolny, qui se situe environ 11 kilomètres (km) au sud de Puławy (siège du powiat) et 45 kilomètres à l'ouest de la capitale régionale Lublin (capitale de la voïvodie).
La gmina couvre une superficie de 72,49 km2 pour une population de 7 018 habitants en 2006.

## Histoire
De 1975 à 1998, la gmina est attachée administrativement à l'ancienne voïvodie de Lublin.

Depuis 1999, elle fait partie de la nouvelle voïvodie de Lublin.

## Géographie
Outre la ville de Kazimierz Dolny, la gmina inclut les villages (sołectwa) de:

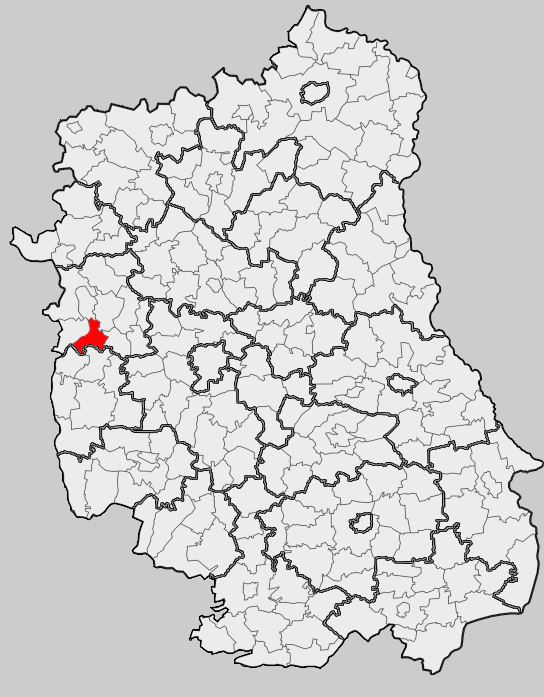
Position de la gmina dans la voïvodie

- Bochotnica
- Parchatka
- Rzeczyca
- Rzeczyca-Kolonia
- Skowieszynek
- Wierzchoniów
- Witoszyn
- Zbędowice

### Gminy voisines
La gmina de Kazimierz Dolny est voisine de:

la ville de:
- Puławy

et les gminy de:
- Janowiec
- Karczmiska
- Końskowola
- Wąwolnica
- Wilków

## Structure du terrain
D'après les données de 2002, la superficie de la commune de Kazimierz Dolny est de 72,49 kilomètres carrés, répartis comme telle :
- terres agricoles : 72 %
- forêts : 27 %

La commune représente 7,77 % de la superficie du powiat.

## Démographie
Données du 30 juin 2004 :
| Description        | Total  | Total | Femmes | Femmes | Hommes | Hommes |
| ------------------ | ------ | ----- | ------ | ------ | ------ | ------ |
| Unité              | Nombre | %     | Nombre | %      | Nombre | %      |
| Population         | 7 060  | 100   | 3 635  | 51,5   | 3 425  | 48,5   |
| Densité (hab./km²) | 97,4   | 97,4  | 50,1   | 50,1   | 47,2   | 47,2   |